# Papusza (film)
Papusza este un film polonez de lung metraj din 2013, regizat de Joanna Kos-Krauze și Krzysztof Krauze, cu Jowita Budnik în rolul principal.
Subiectul filmului este biografia poetei rome Bronisława Wajs, cunoscută în comunitatea romă ca „Papusza” (echivalentul rom al cuvântului polonez „Lalka”, adică „Păpușa”). Filmul este alb-negru, cu dialogul preponderent în limba romani.

## Rezumat
La începutul anilor 1920, tânăra țigancă Bronisława Wajs, pe care semenii o numeau Papusza, făcea școală la o negustoare evreică. În șatra sa acest lucru nu este bine primit, întrucât se crede că știința de carte este un dar al diavolului. Papusza însăși începe să creadă la fel, simțindu-se vinovată pentru toate blestemele care se abat asupra semenilor săi – atacuri asupra șatrei, abuzuri din partea naziștilor ș.a.m.d.
După război la șatră se alătură tânărul scriitor Jerzy Ficowski, care se ascunde de autorități. Petrecând doi ani în această comunitate, Ficowski descoperă că Papusza are talent poetic. După ce se întoarce în lume, scriitorul întreține corespondență cu țiganca și îi publică lucrările, ceea ce o face celebră. Totodată, din cauza istoriei țiganilor polonezi relatată în carte, romii o acuză pe Papusza că aceasta dezvăluie secretele neamului. Poeta nu este în stare să țină piept presiunii și ajunge să fie internată într-o clinică de psihiatrie.

## Distribuție
Distribuția este următoarea:
- Jowita Budnik – Papusza (Bronisława Wajs)
- Zbigniew Waleryś – Dionizy Wajs
- Antoni Pawlicki – Jerzy Ficowski
- Andrzej Walden – Julian Tuwim
- Sebastian Wesołowski – Tarzan, fiul Papuszei
- Paloma Mirga – tânăra Papusza
- Artur Steranko – „locotenentul” Czarnecki
- Karol Parno Gierliński – Śero Rom (liderul romilor)
- Jerzy Gudejko – ministrul

## Premii
Filmul a luat mai multe premii la festivalurile de film naționale și internaționale din 2013:
- Festivalul de Film din Gdynia – premiul „Pisoii de Aur” al consiliului orășenesc al tinerilor; cel mai bun actor în rol secundar (Zbigniew Waleryś); cel mai bun machiaj (Anna Nobel-Nobielska); cea mai bună coloană sonoră (Jan Kanty Pawluśkiewicz)
- Festivalul Internațional de Film de la Karlovy Vary – premiul special al juriului
- Festivalul Internațional de Film „Frații Manakia” – premiul „Camera de bronz 300” (Krzysztof Ptak și Wojciech Staroń)
- Festivalul de film „Tadeusz Szymkow” – premiul „Cățelușul de Aur” pentru cel mai bun actor în rol secundar (Zbigniew Waleryś)
- Festivalul Internațional de Film de la Valladolid – premiul tânărului juriu; cea mai bună regie (Joanna Kos-Krauze și Krzysztof Krauze); cel mai bun actor (Zbigniew Waleryś)
- Festivalul Internațional de Film de la Salonic – premiul "Open Horizons"